# Neoarchemorus speechleyi
Neoarchemorus speechleyi is een spinnensoort in de taxonomische indeling van de wielwebspinnen (Araneidae).
Het dier behoort tot het geslacht Neoarchemorus. De wetenschappelijke naam van de soort werd voor het eerst geldig gepubliceerd in 1968 door Mascord.